# وانگ دونگمینگ
وانگ دونگمینگ (به چینی: 王东明) (زاده ۱۷ ژوئیه ۱۹۵۶) کارآفرین، سیاست‌مدار و مدیر ارشد اجرایی چینی است، که در حال حاضر به‌عنوان رییس حزب کمونیست سیچوان، همچنین رییس هیئت مدیره شرکت سیتیک سکوریتیز فعالیت می‌نماید.